# Jorge Félix (spanyol labdarúgó)
Jorge Félix (Madrid, 1991. augusztus 22. –) spanyol labdarúgó, a lengyel Piast Gliwice középpályása.

## Pályafutása
Félix a spanyol fővárosban, Madridban született. Az ifjúsági pályafutását a helyi Atlético Madrid akadémiájánál kezdte.
2010-ben mutatkozott be az Atlético Madrid C keretében. 2011 és 2018 között több klubnál is szerepelt, játszott például a Moscardó, a Getafe B, az Alcorcón B, a Trival Valderas, a Rayo Majadahonda és a Lleida Esportiu csapataiban is. 2018-ban a lengyel első osztályban szereplő Piast Gliwice szerződtette. Először a 2018. július 23-ai, Zagłębie Sosnowiec ellen 2–1-re megnyert mérkőzésen lépett pályára. Első gólját 2018. augusztus 24-én, a Cracovia ellen 3–1-es győzelemmel zárult találkozón szerezte meg. 2020-ban a török Sivassporhoz igazolt. 2020. szeptember 12-én, az Alanyaspor ellen 2–0-ra elvesztett bajnokin debütált. 2021. április 16-án, a Gençlerbirliği ellen idegenben 3–2-re megnyert mérkőzésen megszerezte első gólját a klub színeiben. 2022. augusztus 2-án visszatért a Piast Gliwicéhez és két éves szerződést kötött a lengyel klubbal.

## Statisztikák
2023. február 19. szerint
| Klub          | Szezon   | Osztály     | Bajnokság | Bajnokság | Kupa és Ligakupa | Kupa és Ligakupa | Nemzetközi | Nemzetközi | Összesen | Összesen |
| Klub          | Szezon   | Osztály     | Meccs     | Gól       | Meccs            | Gól              | Meccs      | Gól        | Meccs    | Gól      |
| ------------- | -------- | ----------- | --------- | --------- | ---------------- | ---------------- | ---------- | ---------- | -------- | -------- |
| Piast Gliwice | 2018–19  | Ekstraklasa | 34        | 6         | 1                | 0                | —          | —          | 35       | 6        |
| Piast Gliwice | 2019–20  | Ekstraklasa | 33        | 16        | 2                | 0                | 4          | 3          | 39       | 19       |
| Piast Gliwice | Összesen | Összesen    | 67        | 22        | 3                | 0                | 4          | 3          | 74       | 25       |
| Sivasspor     | 2020–21  | Süper Lig   | 17        | 2         | 3                | 0                | —          | —          | 20       | 2        |
| Sivasspor     | 2021–22  | Süper Lig   | 12        | 3         | 2                | 0                | 6          | 1          | 20       | 4        |
| Sivasspor     | Összesen | Összesen    | 29        | 5         | 5                | 0                | 6          | 1          | 40       | 6        |
| Piast Gliwice | 2022–23  | Ekstraklasa | 16        | 1         | 2                | 1                | —          | —          | 18       | 2        |
| Összesen      | Összesen | Összesen    | 112       | 28        | 10               | 1                | 10         | 4          | 132      | 33       |

## Sikerei, díjai
Piast Gliwice
- Ekstraklasa
  - Bajnok (1): 2018–19

- Lengyel Szuperkupa
  - Döntős (1): 2019–20

Sivasspor
- Török Kupa
  - Győztes (1): 2021–22